# SIG MCX
La MCX es un arma de la familia de armas de fuego diseñadas y fabricadas por SIG Sauer, producidas tanto en modelos de fuego selectivo como semiautomático, y cuenta con un sistema de pistón de gas de carrera corta, que se hereda de la anterior ametralladora SIG MPX. El MCX está disponible en configuraciones de rifle, carabina, rifle de cañón corto y pistola (la última configuración generalmente se ajusta a la definición de una carabina compacta pero para llevar una abrazadera de pistola en lugar de una culata). El rifle se desarrolló aún más en el SIG MCX Spear, que fue adoptado en su calibre .277 Fury como el XM5 por el Ejército de los Estados Unidos en el año 2022

## Historia
El SIG MCX se presentó por primera vez en SHOT Show 2015. El rifle fue diseñado originalmente por SIG USA, la subsidiaria de SIG Sauer con sede en New Hampshire. En 2016, SIG retiró del mercado algunos de los rifles que tenían el grupo portacerrojos de primera generación. Se usó un SIG MCX en la masacre de la discoteca Pulse de Orlando de 2016, que en ese momento fue el tiroteo masivo más mortífero en la historia de EE. UU., ahora segundo después del tiroteo de Las Vegas de 2017.

## Diseño
La serie SIG MCX presenta un sistema de pistón de gas de carrera corta para reducir el retroceso y mejorar la confiabilidad del arma; esto se basó en el diseño del anterior SIG MPX. El MCX cuenta con un sistema que permite la conversión entre municiones de 5,56 × 45 mm OTAN, .300 AAC Blackout y 7,62 × 39 mm, utilizando cargadores STANAG estándar de 5,56 mm para 5,56 × 45 mm OTAN y .300 AAC Blackout, y STANAG especialmente diseñado con cargadores compatibles para 7,62×39mm. [9] El MCX está diseñado para ofrecer un rendimiento óptimo con .300 AAC Blackout y un supresor opcional.
El perfil del cañón se estrecha en la corona para permitir la instalación de dispositivos de boca y supresores de sonido de rosca directa sin el uso de arandelas que degradan el rendimiento y permite que los dispositivos se autocentren en la instalación. El cañón se puede cambiar en cuestión de segundos a otra longitud o un calibre diferente. Además, los cilindros están recubiertos de nitruro para resistir la corrosión. Cuenta con puntos de desgaste de acero endurecido.
Las variantes MCX de primera generación tienen un guardamanos de aluminio con un sistema KeyMod para agregar accesorios, mientras que las variantes MCX de segunda generación tienen un guardamanos M-LOK. Los controles son en su mayoría ambidiestros, incluida la manija de carga, pero no la liberación del cerrojo. Sig produce cuatro configuraciones de stock disponibles para la carabina MCX.  El diseño general de los dos rifles es similar. SIG diseñó el receptor superior para que sea compatible con los receptores inferiores estándar AR-15 y M16 con la ayuda de un adaptador.
USSOCOM seleccionó un grupo de receptores superiores con supresión integral basado en el MCX para el contrato SURG (Grupo de receptores superiores suprimidos) en julio de 2018. Estos superiores suprimidos se combinarían con los inferiores M4A1 existentes en el inventario de SOCOM.

## Variantes

### SIGMCX
El SIG MCX está disponible con un grupo de activación seguro / semiautomático para el mercado civil de EE. UU. o un grupo de activación seguro/semiautomático/totalmente automático para las fuerzas armadas y la policía.
SIG Sauer ofrece el rifle en semiautomático solo en tres configuraciones diferentes para el mercado civil:
- El SIG MCX PATROL es la configuración estándar del rifle con un cañón de 406 mm (16 pulgadas).
- El SIG MCX SBR es una configuración de rifle de cañón corto del rifle con un cañón de 229 mm (9 pulgadas). ( Según la ley federal de EE. UU., los rifles con cañones de menos de 16 pulgadas son armas del Título II , que están sujetas a restricciones federales, además de estar reguladas por las leyes estatales).[6]
- La pistola SIG MCX es la configuración de pistola del rifle con un cañón de 229 mm (9 pulgadas) o un cañón de 292 mm (11,5 pulgadas) y viene con SIG Sauer SBX (soporte estabilizador de pistola) o SIG Sauer PCB (pistola plegable de contorno pivotante abrazadera). (Esta configuración se ajusta a la definición legal de EE. UU. de "pistola", en el sentido de que solo está diseñada para ser disparada con un único punto de contacto con el cuerpo del tirador,[15] aunque en realidad es un rifle de carabina compacta, ya que dispara una El BATFE advirtió previamente a los usuarios que llevar al hombro un arma equipada con el SIG SBX, o una abrazadera de antebrazo similar, y que no esté registrada como un rifle de cañón corto, constituye la fabricación de un rifle de cañón corto, que es un arma de título II.[16] Sin embargo, a partir de abril de 2017, este ya no es el caso).[17]
- El Arma de Asalto de Baja Visibilidad (LVAW) SIG MCX es una variante de fuego selecto, suprimida y de cañón corto disponible solo para las agencias militares y policiales. Es apodada la "Mamba Negra".[18][19]

### SIG MCX VIRTUS
La SIG MCX VIRTUS es la segunda generación de la serie SIG MCX y se presentó en 2017.
- El SIG MCX VIRTUS Patrol es el rifle de configuración estándar que cuenta con un cañón de 406 mm (16 in), un giro de 1:7 in, un gatillo Sig Matchlite Duo personalizado para mejorar la precisión, una culata plegable y colapsable de 5 posiciones, cuatro longitudes de guardamanos para elegir, cañones intercambiables y un sistema especial de retroceso interno.[20][21]
- El SIG MCX VIRTUS SBR es la configuración de rifle de cañón corto del MCX VIRTUS. Cuenta con un cañón de 292 mm (11,5 pulgadas) para el calibre OTAN de 5,56 × 45 mm, y un cañón de 140 mm (5,5 pulgadas) y un cañón de 229 mm (9 pulgadas) para el calibre .300 AAC Blackout.[2][22]
- La pistola SIG MCX VIRTUS es la configuración de pistola de la MCX VIRTUS que cuenta con una abrazadera estabilizadora SBX. Cuenta con un cañón de 292 mm (11,5 pulgadas) para el calibre OTAN de 5,56 × 45 mm y un cañón de 229 mm (9 pulgadas) para el calibre .300 AAC Blackout.[2][23]

### SIG MCX RATTLER
El SIG MCX RATTLER es una variante de rifle de cañón corto con recámara en .300 AAC Blackout y 5.56. Está diseñado para servir como arma de defensa personal, presenta un cañón de 140 mm (5,5 pulgadas) y viene con una interfaz de cola de riel Picatinny para unir una culata compacta o una PCB plegable (soporte de contorno de pistola). En febrero de 2018, USSOCOM ordenó kits de conversión de grupo de receptor superior para el MCX Rattler en .300BLK para su evaluación. El MCX Rattler fue seleccionado más tarde como el ganador del contrato de Arma de defensa personal comercial (CPDW) de SOCOM en mayo de 2022 y los MCX Rattlers suprimidos se ordenarán en 5.56 y .300BLK.

### SIG MCX-SPEAR LT
El SIG MCX-SPEAR LT es la tercera generación del SIG MCX, presentado en 2022. Diseñado para servir como carabina , cuenta con 9 pulgadas (230 mm), 11,5 pulgadas (290 mm) o 16 pulgadas (410 mm) y una interfaz de cola de riel Picatinny para unir una culata o una abrazadera de pistola. Está disponible en 5,56 mm OTAN, .300 Blackout y 7,62x39 mm.

## Derivados

### SIG MCX-SPEAR
El SIG MCX SPEAR se desarrolló como la propuesta de Sig Sauer para el programa de reemplazo de la carabina M4 llamado Next Generation Squad Weapon Program (Arma de escuadrón de próxima generación, NGSW) del Ejército de los Estados Unidos y está alimentado por un cartucho SIG Fury de 6,8 × 51 mm. Sig Sauer fue elegido ganador del concurso el 19 de abril de 2022, designando el arma XM5 para el servicio militar de los EE. UU.